# Hřívová

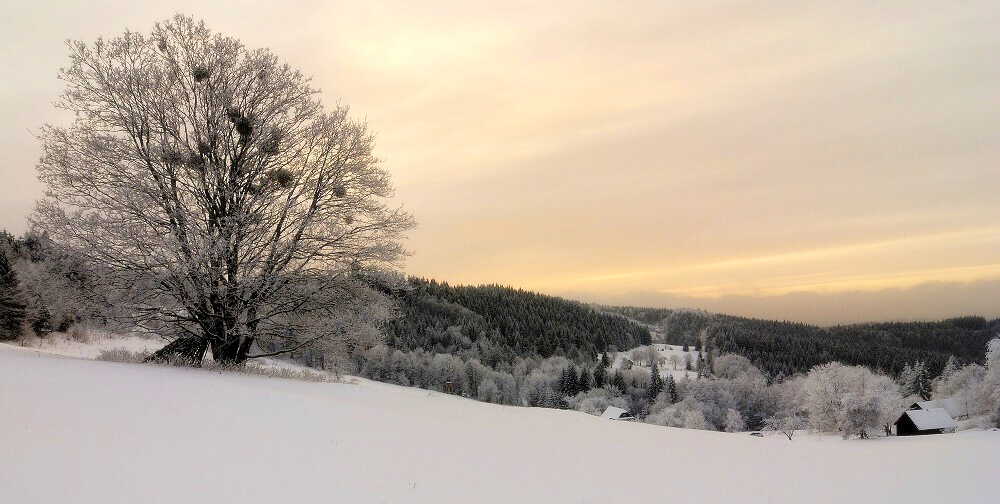
Zimní krajina na Šerhovnách

Osada Hřívová je část obce Valašská Bystřice, nacházející se 4,9 km od centra obce v nejvýchodnější části jejího katastrálního území na horním konci. Tvoří hranici s Hutiskem-Solanec, Novým Hrozenkovem a malým úsekem také s Karolinkou.

## Etymologie
Hřívová je známá díky svému velkému růstu hub.[zdroj⁠?!] Předpokládá se[kdo?] tedy, že název této části se postupně vyvinul ve zkomolenou podobu valašského synonyma pro houbu – hřib > Hřibová > Hřívová.

## Geografie
Pomyslný střed Hřívové leží v nadmořské výšce 488 metrů. Hřívovou tvoří soustava poměrně hlubokých údolí vodních toků. Nejdůležitějším tokem Hřívové je říčka Bystřice, která zde pramení v Šerhovnách, s místními přítoky Podťatý potok a Mísnovský potok. Mezi nejvyšší vrcholy se řadí Činov (793 m), Herálky (891 m) a Mísná (800 m) na severu, Kyčerka (772 m) a Tanečnice (911 m) na východě a Košárkův vrch (687 m) s Šerhovňou (895 m) a Beskydem (891 m) na jihu.

### Flóra a fauna
Území Valašské Bystřice včetně Hřívové náleží k CHKO Beskydy. Vyskytují se zde jalovcové lány, které však nejsou tak bohaté jako kdysi. Chráněné jsou také rostliny z čeledi vstavačovitých. V horských oblastech této části žijí rysi a také medvědi. Běžný je výskyt zajíců či srnek.

## Obyvatelé
V Hřívové žije v současnosti 62 trvalých obyvatel a nachází se zde přibližně 10 rekreačních objektů. Většina místních obyvatel náleží ke starší věkové generaci a jejich zaměstnáním je tudíž domácí pastevectví především ovcí, dále také krav. V roce 1930 v Hřívové na začátku Buřanovského údolí nechali obyvatelé vystavět kapličku, v současnosti poměrně důležité poutní místo obyvatel obce.
Hřívová se dělí na tyto menší části:
- Buřanov
- Činov
- Herálky
- Mísná
- Podťaté
- Skálí
- Šerhovny
- Vlčí

### Významní rodáci
- rodina Kelnarových – významná a důležitá rodina bystřických myslivců; od poloviny 20. století bydlí její členové v dřevěnici pod konečnou točnou autobusů, pojmenovanou na jejich počest Kelnar
- Miroslav Machýček (1900–1984), v historii známý bystřický obchodník
- Eva Baslová, roz. Stavinohová (* 1946), významná bystřická cukrářka, později žijící v Žárech

## Doprava
Silnice do Hřívové byla betonově zpevněna až na začátku sedmdesátých let 20. století, kdy zde byla v roce 1978 prodloužena z centra obce pravidelná autobusová doprava ČSAD.
Autobusové zastávky:
- Kelnar (konečná, na rozcestí mezi Hřívovou a Tísňavama)
- Rozcestí Podťaté (nefunkční)
- U mlýnů (nefunkční)

V roce 2001 byly prodloužené linky z roku 1978 zrušeny, tím pádem skončily i zastávky Rozc. Podťaté a točna U mlýnů. Točna u Kelnarů ale zůstala a z odtud Hřívovou s centrem obce a Rožnovem spojuje přes 20 autobusů denně.